# Lüksemburq
Lüksemburq, eller Köbär (azerbajdzjanska: Köbər), är en ort i Azerbajdzjan.   Den ligger i distriktet Samux Rayonu, i den nordvästra delen av landet, 300 km väster om huvudstaden Baku. Lüksemburq ligger 94 meter över havet och antalet invånare är 894.
Terrängen runt Lüksemburq är platt. Närmaste större samhälle är Kür, 14,5 km väster om Lüksemburq.
Trakten runt Lüksemburq består i huvudsak av gräsmarker. Runt Lüksemburq är det ganska tätbefolkat, med 52 invånare per kvadratkilometer.